# Kurumbapet
Kurumbapet là một thị xã và là nơi đặt hội đồng làng (gram panchayat) của quận Pondicherry thuộc bang Puducherry, Ấn Độ.

## Nhân khẩu
Theo điều tra dân số năm 2001 của Ấn Độ, Kurumbapet có dân số 7412 người. Phái nam chiếm 51% tổng số dân và phái nữ chiếm 49%. Kurumbapet có tỷ lệ 72% biết đọc biết viết, cao hơn tỷ lệ trung bình toàn quốc là 59,5%: tỷ lệ cho phái nam là 79%, và tỷ lệ cho phái nữ là 64%. Tại Kurumbapet, 12% dân số nhỏ hơn 6 tuổi.